# Icon (musikalbum av Nirvana)
Icon är ett samlingsalbum av det amerikanska grungebandet Nirvana. Albumet är en del av Universal Music Enterprises Icon-serie, som är en serie samlingsalbum från 30 av de största artisterna och grupperna inom rock, pop, R&B och country.

## Låtlista
Alla låtar är skrivna och komponerade av Nirvana, om inte annat anges. 
| Nr           | Titel                   | Album                     | Längd |
| ------------ | ----------------------- | ------------------------- | ----- |
| 1.           | You Know You're Right   | Nirvana                   | 3:37  |
| 2.           | Smells Like Teen Spirit | Nevermind                 | 5:02  |
| 3.           | Come as You Are         | Nevermind                 | 3:40  |
| 4.           | Lithium                 | Nevermind                 | 4:17  |
| 5.           | In Bloom                | Nevermind                 | 4:15  |
| 6.           | Heart-Shaped Box        | In Utero                  | 4:40  |
| 7.           | Pennyroyal Tea          | In Utero                  | 3:36  |
| 8.           | Rape Me                 | In Utero                  | 2:50  |
| 9.           | Dumb                    | In Utero                  | 2:31  |
| 10.          | About a Girl            | MTV Unplugged in New York | 3:08  |
| 11.          | All Apologies           | MTV Unplugged in New York | 3:45  |
| Total längd: | Total längd:            | Total längd:              | 41:21 |